# Gabi Citron-Tengborg
Gabi Citron-Tengborg, egentligen Gabriele Magdalena Margareta Tengborg, ogift Citron, född 22 februari 1930 i Fristaden Danzig, död 30 maj 2009 i Sankt Hans församling, Lund, var en svensk konsthantverkare, keramiker och formgivare. Hon var gift med Erik Tengborg (1926–1982)
Citron-Tengborg, som invandrade till Sverige 1939, studerade för Edgar Böckman vid Konstfackskolan i Stockholm 1950–1954. Med sin klasskamrat Britt-Louise Sundell vann hon en tävling i att formge en teservis. Vinsten ledde till ett provår på Gustavsbergs porslinsfabrik 1954, där hon fick arbeta ihop med Lisa Larson och Eje Öberg i Tyra Lundgrens gamla ateljé på porslinsfabriken. Hon slutade vid fabriken 1956 efter att ha formgivit modellerna Buckla, Löva och Vinga. Efter perioden vid Gustavsberg arbetade hon som fri formgivare och ritade bland annat tapeter för Duro och olika danska tapettillverkare. Hon flyttade med sin familj till Lund 1964 och där byggde hon upp en egen verkstad med elektrisk ugn och drog igång sin keramiska karriär igen. Separat ställde hon ut i Stockholm, Lund, Helsingborg och på Höganäs museum samt Röhsska konstslöjdsmuseet. Hon medverkade i H55-utställningen med tre föremål producerade vid Gustavsberg. Hon har utfört offentliga utsmyckningsarbeten i bland annat Lund, Strängnäs, Ängelholm, Malmö och Stockholm. Hennes konst består av dekorativt stengods för privat och offentlig miljö. Citron-Tengborg är representerad vid Kulturen, Jönköpings museum, Helsingborgs museum, Statens konstråd, Trondheim och Göteborg. Hon är begravd på Norra kyrkogården i Lund.